# Pablo Hernández Domínguez
Pablo Hernández Domínguez (Castellón de la Plana, 1 april 1985) is een Spaans voetballer die doorgaans als middenvelder speelt. Hij verruilde Al-Arabi in januari 2017 voor Leeds United, dat hem in het voorgaande halfjaar al huurde. Hernández debuteerde in 2009 in het Spaans voetbalelftal.

## Clubvoetbal
Hernández speelde in de jeugdelftallen van AVV Rafalafena, CD Castellón en Valencia CF. Hij behoorde vervolgens tot de selectie van Valencia CF Mestalla (2004-2006), het tweede elftal van de club. Daarna speelde hij bij CD Onda en Cádiz CF voor hij in 2007 vertrok naar Getafe CF. Na zijn terugkeer Valencia CF een jaar later, werd Hernández een vaste waarde voor het team in het seizoen 2008/09. In 2012 vertrok hij naar Swansea City. Daarmee won hij in het seizoen 2012/13 de League Cup, zijn eerste hoofdprijs als prof.

## Nationaal elftal
Hernández werd in juni 2009 geselecteerd voor de Spaanse ploeg voor de Confederations Cup nadat Andrés Iniesta door een blessure was afgevallen. Hij debuteerde op 20 juni 2009 in het Spaans voetbalelftal, tegen Zuid-Afrika. Hij kwam die dag in de tweede helft in het veld als vervanger van David Villa.

## Erelijst
| League Cup | 1x | 2012/13 |